# Working Class Hero
"Working Class Hero" é uma canção de John Lennon, a primeira da fase pós-Beatles.